# Carl Holsøe
Carl Vilhelm Holsøe (Aarhus, 12 marzo 1863 – Asserbo, 7 novembre 1935) è stato un pittore danese che dipingeva principalmente interni.

## Biografia

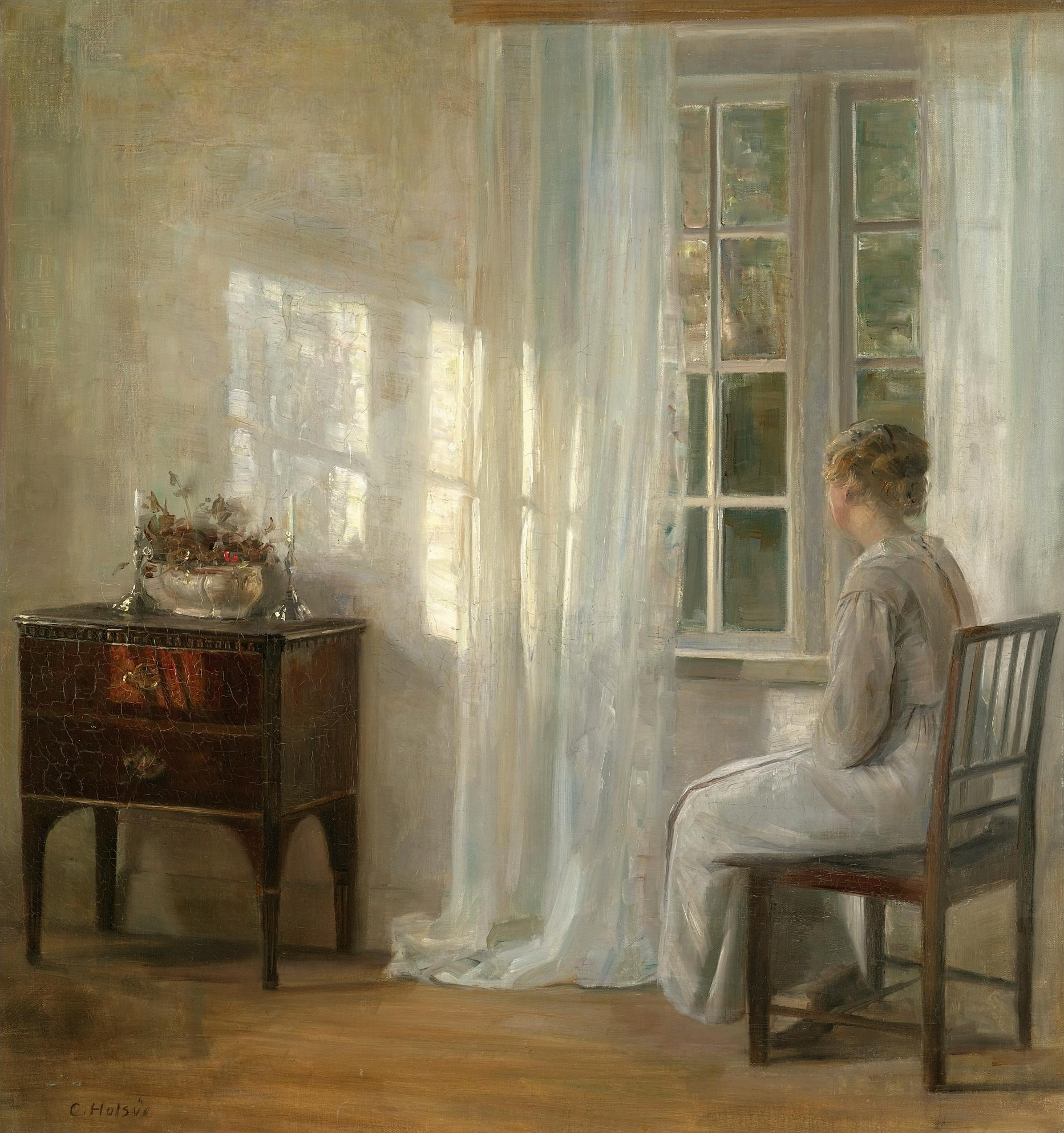
Aspettando vicino alla finestra

Holsøe è nato ad Aarhus. Suo padre era l'architetto NPC Holsøe; anche suo fratello minore Niels Holsøe era un pittore. Ha studiato alla Royal Danish Academy of Fine Arts di Copenaghen nel 1882-84 e poi al Kunstnernes Frie Studieskoler sotto Peder Severin Krøyer. Ha ricevuto diversi stipendi dall'Accademia, in un caso visitando l'Italia nel 1897.
Fece il suo debutto alla mostra di dicembre di Charlottenborg del 1886 con Interior, che Karl Madsen descrisse come "avere quasi il carattere di un manifesto". Dal 1888 al 1910 e dal 1922 al 1933 espone opere alla mostra primaverile di Charlottenborg e nel 1909 e 1914 alla mostra autunnale. Partecipò all'Associazione per le mostre d'arte nazionali e fu membro del consiglio di amministrazione del Kunstforeningen dal 1902 al 1905 e dal 1909 al 1911. Fu insignito due volte della medaglia annuale dell'Accademia, ora Medaglia Eckersberg, nel 1901 (per Interni) e nel 1908 (per Sera), venendo anche nominato membro dell'assemblea dell'Accademia. Nel 1891 vinse una medaglia d'oro a Monaco.
Holsøe era amico di Vilhelm Hammershøi, che conobbe al Frie Studieskoler e che lo ritrasse insieme a suo fratello Svend Hammershøi, Jens Ferdinand Willumsen, Madsen e Thorvald Bindesbøll nei suoi Cinque ritratti.
Morì ad Asserbo, nel nord della Zelanda (Nordsjælland), ed è sepolto nel cimitero di Vinderød. Nel 1894 sposò Emilie Heise, che era anche la sua modella più frequente, che morì nel 1930. Il 21 ottobre 1935, poco prima della propria morte, sposò Ingeborg Margrethe Knudsen.

## Opera
I dipinti di Holsøe includono paesaggi, nature morte e fiori, ma come Hammershøi dipinse principalmente scene di interni domestici; indubbiamente si influenzarono a vicenda, ma è impossibile sapere chi abbia gravitato per primo su questo argomento. In generale era sempre più popolare tra i pittori danesi man mano che il paese si stava industrializzando, con implicazioni di rifugio e restauro dalla vita professionale e dalla città. Le opere di Holsøe sono state messe in ombra da quelle di Hammershøi: la sua colorazione è meno sottile e sebbene vi siano tipicamente una o talvolta un piccolo gruppo di figure, il lavoro di Holsøe è meno innovativo e privo di emozioni rispetto all'Espressionismo di Hammershøi. Nella sua padronanza della forma e nel godimento della bellezza delle cose - stanze tipicamente dai soffitti alti con mobili in mogano - è stato paragonato ai maestri olandesi. I suoi dipinti sono stati anche falsificati (seppure con difficoltà).

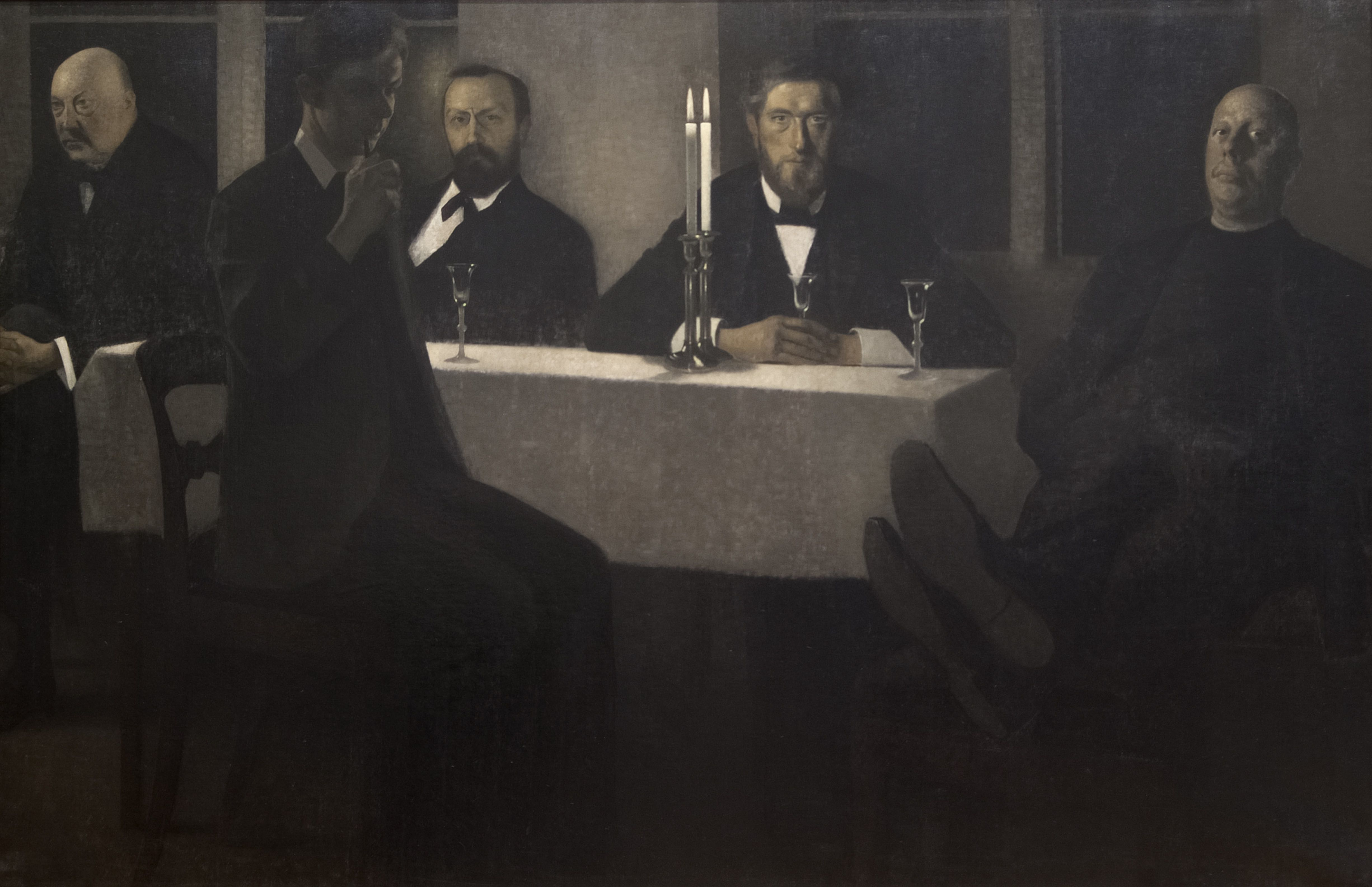
Vilhelm Hammershøi, Five Portraits (1901–02): da sinistra a destra, Thorvald Bindesbøll, Svend Hammershøi (in primo piano, con pipa), Karl Madsen, Jens Ferdinand Willumsen, Holsøe